# Masbate City
Masbate City est une ville de 3e classe, capitale de la province de Masbate aux Philippines. Selon le recensement de 2010 elle est peuplée de 85 227 habitants.

## Barangays
Masbate est divisée en 30 barangays.
- Anas
- Asid
- B. Titong
- Bagumbayan
- Bantigue
- Bapor
- Batuhan
- Bayombon
- Biyong
- Bolo
- Cagay
- Cawayan extérieur
- Cawayan intérieur
- Centro
- Espinosa
- F. Magallanes
- Ibingay
- Igang
- Kalipay
- Kinamaligan
- Maingaran
- Malinta
- Mapiña
- Nursery
- Pating
- Pawa
- Sinalongan
- Tugbo
- Ubongan Dacu
- Usab

## Démographie

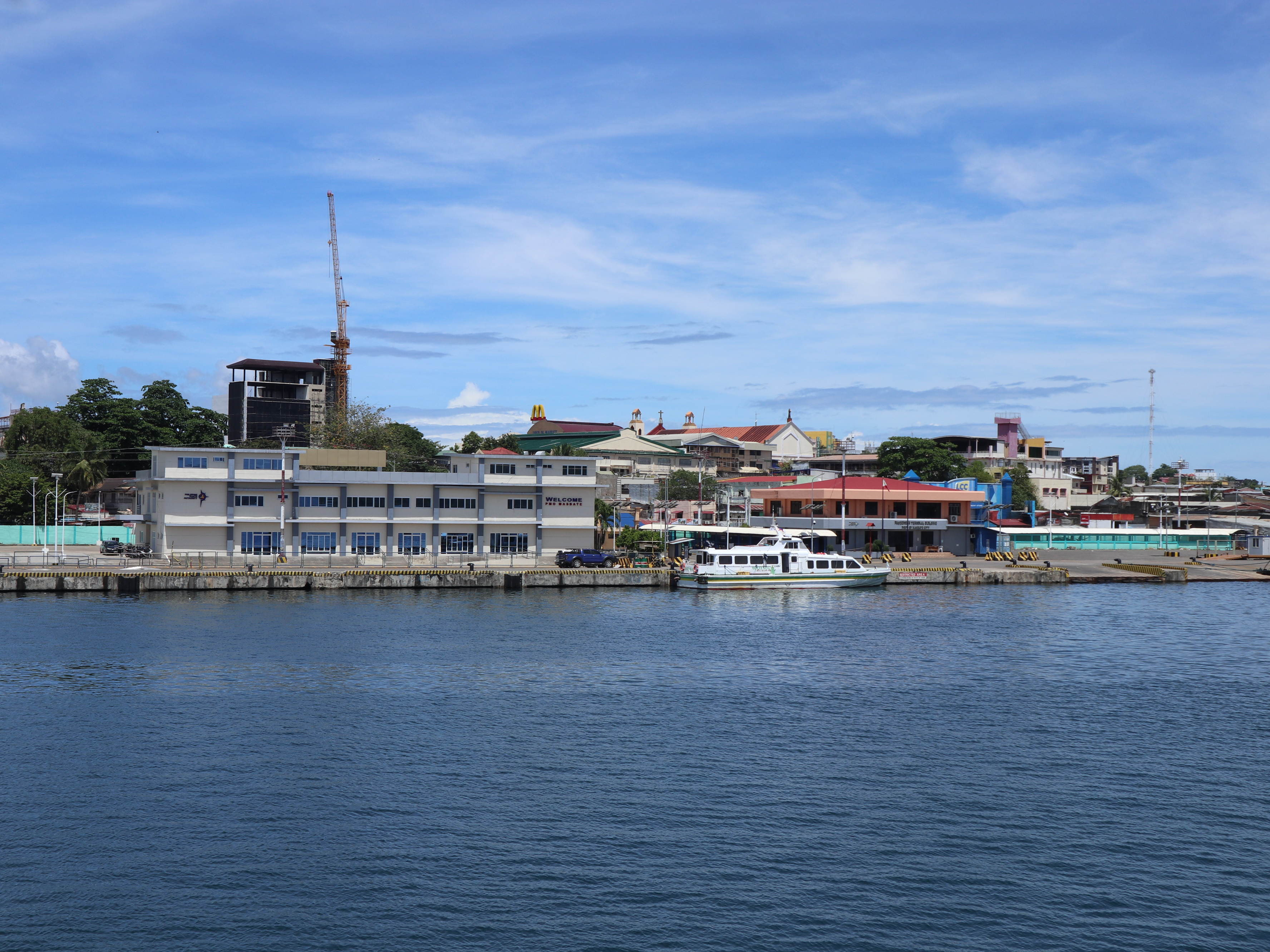
Vue de Masbate City

| Année | Habitants | Évolution |
| ----- | --------- | --------- |
| 1995  | 66 049    | -         |
| 2000  | 71 441    | 8,16 %    |
| 2007  | 81 585    | 14,20 %   |
| 2010  | 85 227    | 4,46 %    |